# Kronvaktel
Kronvaktel (Colinus cristatus) är en fågel i familjen tofsvaktlar inom ordningen hönsfåglar.

## Utbredning och systematik
Kronvaktel delas in i 13 underarter med följande utbredning
- Colinus cristatus mariae – sydvästra Costa Rica samt Chiriquí i nordvästra Panama
- Colinus cristatus panamensis – sydvästra Panama
- Colinus cristatus decoratus – norra Colombia
- Colinus cristatus littoralis – norra foten av Sierra Nevada de Santa Marta (nordöstra Colombia)
- Colinus cristatus cristatus – nordöstra Colombia, nordvästra Venezuela, Aruba och Curaçao
- Colinus cristatus horvathi – Anderna i nordvästra Venezuela (Mérida)
- Colinus cristatus barnesi – västra delen av centrala Venezuela
- Colinus cristatus sonnini – nordcentrala Venezuela, Guyanaregionen samt nordligaste Brasilien
- Colinus cristatus mocquerysi – nordöstra Venezuela (Sucre, norra Monagas och norra Anzoátegui)
- Colinus cristatus leucotis – norra Colombia (Magdalenafloden och Río Sinús dalar)
- Colinus cristatus badius – västcentrala Colombia
- Colinus cristatus bogotensis – nordcentrala Colombia
- Colinus cristatus parvicristatus – östcentrala Colombia samt sydcentrala Venezuela

## Status
Arten har ett stort utbredningsområde och beståndet anses stabilt. Internationella naturvårdsunionen IUCN listar den därför som livskraftig (LC). Beståndet uppskattas till i storleksordningen fem och 50 miljoner vuxna individer.

## Bildgalleri

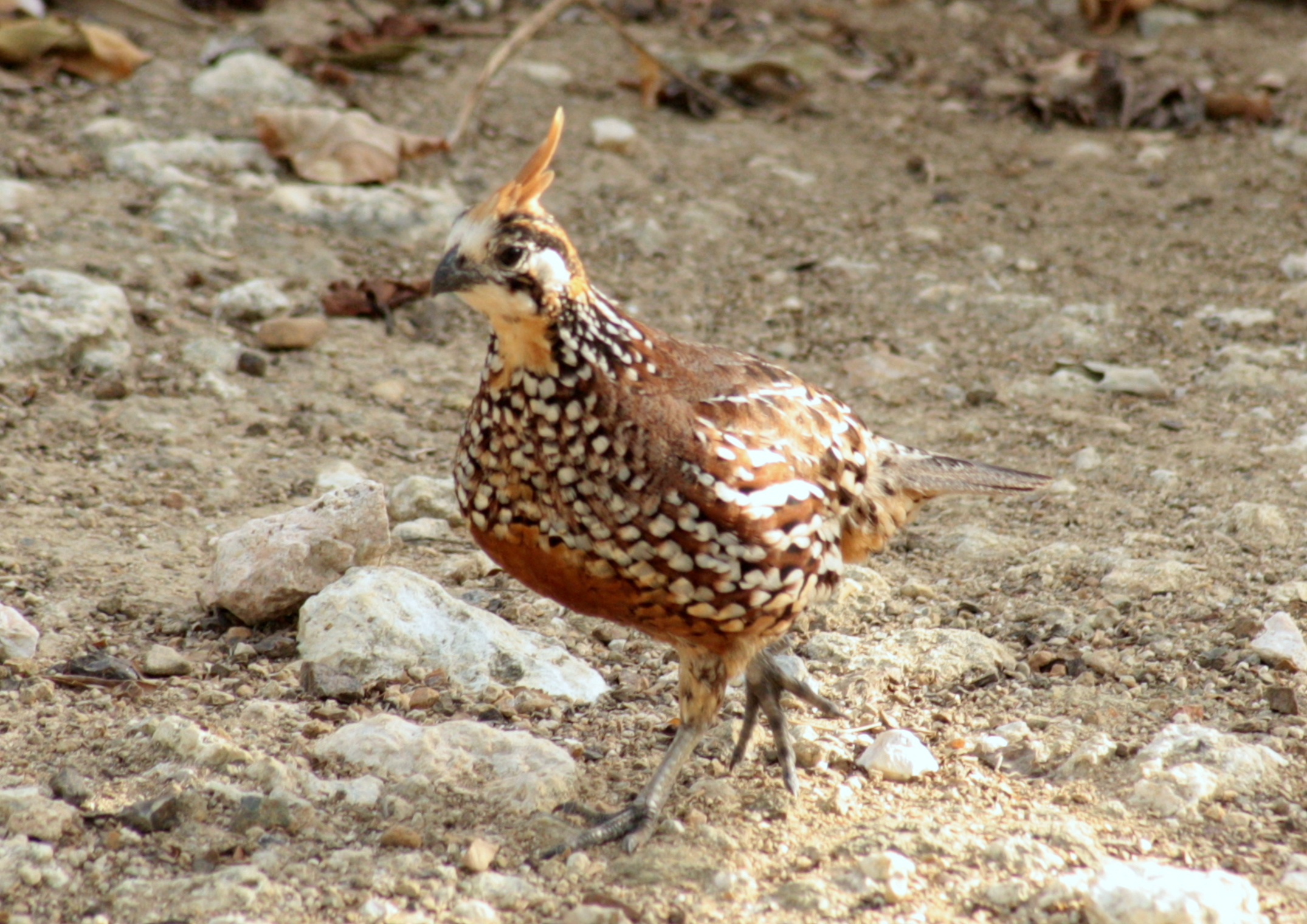
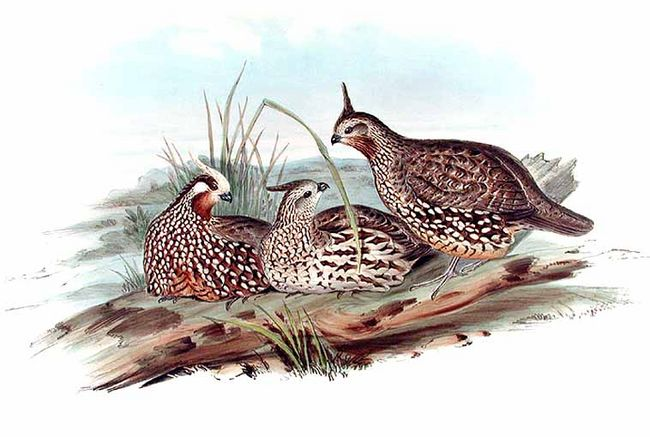